# Perifráze
Perifráze je druh tropu. Jde o opis, který vystihuje určitý jev nebo děj pomocí typických znaků, například: „Kdo v zlaté struny zahrát zná“ – Vítězslav Hálek.
Slovo pochází z řeckého perifrásis, znamená obměna. Řadí se do skupiny eufemismů – zjemňuje jazyk a výrazy, snaží se vyjádřit nepříjemnou skutečnost přijatelnou formou.
Perifráze se používá při opisu některého slova (slovního spojení) pro lepší pochopení nebo pro lepší stylistický dojem. Opisuje několika slovy, popř. celou větou, a nahrazuje původní slovo. U básní se používá jako stylově vyšší prostředek a většinou se snaží působit nadneseně a nad věcí.
Vzniká pojmenováním pojmu, předmětu nebo osoby, zpravidla nepřímo, vyjmenováním jeho vlastností nebo funkcí.

## Perifráze v textu
- Vojtěch Martínek: „Nenadála jsem se, že se tak brzy u vás budou péci svatební koláče.“
- Karel Jaromír Erben: Svatební košile – „již na něm roste trávníček“ – místo zemřel
- Petr Bezruč: „až bude růst nade mnou tráva“ – místo až zemřu
- Petr Bezruč: soubor básní Maminka – „nervozita v psaní“
- Václav Čtvrtek: „abych si v mlází utrhla žebráckou hůl“ – tohle mě ožebračí